# Protivin (Iowa)
Protivin es una ciudad ubicada en el condado de Howard en el estado estadounidense de Iowa. En el Censo de 2010 tenía una población de 283 habitantes y una densidad poblacional de 225,76 personas por km².

## Geografía
Protivin se encuentra ubicada en las coordenadas 43°12′59″N 92°5′21″O / 43.21639, -92.08917. Según la Oficina del Censo de los Estados Unidos, Protivin tiene una superficie total de 1.25 km², de la cual 1.25 km² corresponden a tierra firme y (0%) 0 km² es agua.

## Demografía
Según el censo de 2010, había 283 personas residiendo en Protivin. La densidad de población era de 225,76 hab./km². De los 283 habitantes, Protivin estaba compuesto por el 99.29% blancos, el 0% eran afroamericanos, el 0% eran amerindios, el 0.35% eran asiáticos, el 0% eran isleños del Pacífico, el 0.35% eran de otras razas y el 0% pertenecían a dos o más razas. Del total de la población el 0.71% eran hispanos o latinos de cualquier raza.